# Deserted Palace
Albums de Jean Michel Jarre
Les Granges brûlées
(1973)
Deserted Palace est le premier album studio de Jean-Michel Jarre, sorti en 1972.
À l’origine, il s’agit d'une « commande » passée en 1971 par un label américain pour un album d'illustration musicale et sonore, ce qui explique les titres en anglais. C'est un album de musique libre de droits, destiné à être utilisé à la télévision, dans des publicités ou dans des films.

## Liste des titres
1. Poltergeist Party – 2:16
2. Music Box Concerto – 2:46
3. Rain Forest Rap Session – 1:44
4. A Love Theme for Gargoyles – 1:15
5. Bridge of Promises – 3:19
6. Exasperated Frog – 0:51
7. Take Me to Your Leader – 2:00
8. Deserted Palace – 2:27
9. Pogo Rock – 1:08
10. Wind Swept Canyon – 7:44
11. The Abominable Snowman – 0:56
12. Iraqi Hitch Hiker – 2:32
13. Free Floating Anxiety – 2:19
14. Synthetic Jungle – 1:43
15. Bee Factory – 1:00